# Reprezentacja Białorusi w ice speedwayu
Reprezentacja Białorusi w ice speedwayu – grupa zawodników ice speedwaya reprezentujących Republikę Białorusi w sportowych imprezach międzynarodowych. Za jej funkcjonowanie odpowiedzialna jest Biełaruskaja fiederacyja matacykletnych widaŭ sportu (BFMS).

## Historia
Do 1992 roku zawodnicy białoruscy wchodzili w skład reprezentacji Związku Radzieckiego i Wspólnoty Niepodległych Państw. W 1993 roku białoruski zawodnik Aleh Chomicz startował jako reprezentant Rosji. Reprezentanci Białorusi na arenie międzynarodowej zadebiutowali w rundzie kwalifikacyjnej indywidualnych ministrostw świata 1997, rozgrywanych w Mińsku. Awans do półfinałów uzyskali wtedy Aleh Chomicz i Wiktar Sidarenka, którzy zajęli odpowiednio 4. i 5. miejsce. Odpadł Leanid Taranou, który był 14. Tydzień później ta sama trójka zawodników wzięła udział w półfinale drużynowych ministrostw świata 1997, rozgrywanych w Sarańsku, zajmując ostatnią, 5. lokatę. W finale światowym, rozgrywanym w holenderskim Assen, Chomicz był 8., a Sidarenka 15. W finałach indywidualnych mistrzostw świata 1998 Chomicz zajął 11. miejsce.
W latach 1999-2003 w zawodach międzynarodowych Białoruś była reprezentowana przez duet rosyjskich braci Igora i Andrieja Jakowlewów. Igor w 1999 roku był finalistą indywidualnych ministrostw świata zajmując 12 miejsce, i trzykrotnie występował w finałach indywidualnych ministrostw Europy, najlepszy wynik wicemistrzostwo - zdobył w 1999 roku. Andriej z kolei dwukrotnie występował w finałach mistrzostw świata, był 15. w 2002 i 16. w 2000 roku. Czterokrotnie występował w finałach mistrzostw Europy, najlepszy wynik, 3. miejsce, uzyskał w 2001.
Zawodnikami reprezentacji Białorusi w sezonie 2004 byli: Kiriłł Drogalin, który w rozgrywkach zarówno o tytuł mistrza świata jak i Europy zajął 11. miejsce oraz Junir Baziejew, który występując z licencją białoruską zajął 4. miejsce mistrzostw Europy. Po raz ostatni na torach lodowych Białoruś była reprezentowana w sezonie 2005 przez Junira Baziejewa, który zakończył zmagania o indywidualne mistrzostwo Europy na 8. miejscu.
Decyzją FIM z 5 marca 2022 roku zawieszono uznawanie istniejących białoruskich licencji i wydawanie nowych w związku ze wsparciem przez ten kraj zbrojnej inwazji wojsk rosyjskich na Ukrainę, niemniej od 2005 roku Białoruś nie posiada zawodników reprezentujących ją na arenie międzynarodowej.

## Osiągnięcia

### Mistrzostwa świata
Drużynowe mistrzostwa świata
- 5. miejsce w półfinale: 1997 - Aleh Chomicz, Wiktar Sidarenka i Leanid Taranou

Indywidualne mistrzostwa świata
- 8. miejsce:
  - 1997 – Aleh Chomicz

- 11. miejsce:
  - 1998 – Aleh Chomicz
  - 2004 –  Kiriłł Drogalin

- 12. miejsce:
  - 2000 –  Igor Jakowlew

- 15. miejsce:
  - 1997 – Wiktar Sidarenka
  - 2002 –  Andriej Jakowlew

- 16. miejsce:
  - 2000 –  Andriej Jakowlew

### Mistrzostwa Europy
Indywidualne mistrzostwa Europy
- 2. miejsce:
  - 1999 –  Igor Jakowlew

- 3. miejsce:
  - 2001 –  Andriej Jakowlew

- 4. miejsce:
  - 2004 –  Junir Baziejew

- 6. miejsce:
  - 2000 –  Igor Jakowlew
  - 2002 –  Andriej Jakowlew

- 7. miejsce:
  - 2001 –  Igor Jakowlew

- 8. miejsce:
  - 2000 –  Andriej Jakowlew
  - 2005 –  Junir Baziejew

- 10. miejsce:
  - 2003 –  Andriej Jakowlew

- 11. miejsce:
  - 2004 –  Kiriłł Drogalin

## Byli reprezentanci Białorusi
- Junir Baziejew
- Aleh Chomicz
- Kiriłł Drogalin
- Andriej Jakowlew
- Igor Jakowlew
- Wiktar Sidarenka
- Leanid Taranou